# Союз 7К-Л1 № 4Л
Союз 7К-Л1 № 4Л (Зонд 1967А) — радянський космічний корабель, який був запущений у 1967 році як частина програми «Зонд».

## Корабель
Це був корабель типу Союз 7К-Л1, перший штатний корабель з дев'яти виготовлених для запуску. Він був призначений для виконання навколомісячного обльоту Місяця, перш ніж повернутися на Землю. Проте корабель не зміг досягти орбіти. Капсула була схожа на корабель з назвою Зонд 4 і імовірно мала аналогічний набір інструментів, таких як детектори протонів на Зонд 4.

## Політ
Союз 7К-Л1 № 4Л був запущений в 22:11:54 UTC 27 вересня 1967 носієм Протон-К (у варіанті 8K78K) з розгінним блоком Д з космодрому Байконур. Під час роботи першого ступеня один з шести двигунів дав збій, у результаті чого ракета відхилитися від запланованої траєкторії на шістдесят сьомій секунді після початку польоту. Космічний апарат відокремився від ракети з допомогою системи аварійного порятунку і здійснив м'яку посадку на відстані 50-60 кілометрів від місця старту.
Капсула була підібрана вертольотом Мі-6 і була повернута на Байконур. До виходу інформації про цю місію, НАСА правильно визначило, що вона була випробуванням космічного апарата призначеного для пілотованого місячного польоту, однак вона не була впевнена чи було вона призначена для досягнення Місяця.

## Причини аварії
Протон на першому ступені мав шість двигунів. Паливний трубопровід одного з цих двигунів був заблокований після старту гумовою заглушкою, яку не висмикнули. Це призвело до того, що ракета відхилилася від свого наміченого курсу через 60 секунд після запуску.